# Heterodontus ramalheira
El suño boquigrande (Heterodontus ramalheira) es un tiburón cornudo de la familia Heterodontidae, que habita en el océano Índico occidental entre las latitudes 22º N y 26º S, a profundidades de entre 40 y 275 m. Su longitud máxima es de 64 cm.
Se alimenta de cangrejos, y su reproducción es ovípara.